# Лепетюхин, Виктор Никитович
Ви́ктор Ники́тович Лепетю́хин (3 июня 1924, хутор Великанов, Морозовский район, Ростовская область — 9 августа 2012, там же) — советский работник сельского хозяйства, Герой Социалистического Труда (1973).

## Биография
Родился 3 июня 1924 года на хуторе Великанов.
Член КПСС. С 1938 года — на хозяйственной, общественной и политической работе в колхозе.
С июня 1943 года на фронте Великой Отечественной войны. В 1944 году — телефонист, начальник радиостанции, позднее радист роты связи 142-го гвардейского стрелкового полка 47-й гвардейской стрелковой дивизии Первого Белорусского фронта. Демобилизовался в 1947 году.
После окончания школы механизаторов работал комбайнёром, позже стал бригадиром в колхозе «Правда». В 1973 году бригада Виктора Лепетюхина намолотила зерна: озимой пшеницы по 36 центнеров, ячменя по 2 центнера, овса по 27 центнеров и кукурузы на зерно в початках по 51 центнеров, показав самый высокий результат по Морозовскому району. 7 декабря того же года указом Президиума Верховного Совета СССР за получение высоких показателей в сельском хозяйстве и рекордные урожаи зерновых Виктору Никитовичу Лепетюхину было присвоено звание Героя Социалистического Труда с вручением ордена Ленина и медали «Серп и Молот».
Далее работал бригадиром комплексной бригады колхоза «Атоммашевец».
С 1985 года на пенсии. В 2009 году ему было присвоено звание почётного гражданина Морозовского района.
Скончался 9 августа 2012 года на хуторе Великанов.

## Награды
- золотая звезда «Серп и Молот» (07.12.1973)
- орден Ленина (07.12.1973)
- орден Отечественной войны I степени (11.03.1985)
- орден Трудового Красного Знамени (1964)
- два ордена Красной Звезды (в том числе 18.09.1944)
- две медали «За отвагу» (17.02.1944, 28.07.944)
- другие медали.